# Liesville-sur-Douve

Liesville-sur-Douve este o comună în departamentul Manche, Franța. În 1 ianuarie 2022 avea o populație de 214 de locuitori.